# Lycée technique de Bonnevoie
Le Bouneweger Lycée Luxembourg (abrégé en BLL) est créé par la loi du 2 décembre 1983 portant création d’un cinquième lycée technique à Luxembourg après que l’annexe du Centre d’Enseignement Professionnel de Luxembourg (en luxembourgeois : Verlorenkost) ne suffisait plus aux besoins réels d’une population scolaire croissante. À ce cinquième lycée, un règlement grand-ducal du 15 février 1984 octroya une dénomination particulière à savoir : lycée technique de Bonnevoie. La construction d’un nouveau bâtiment scolaire pour le lycée technique de Bonnevoie est envisagé dans le quartier de Bonnevoie, un quartier de la ville de Luxembourg dont le centre s’allonge le long de la route de Thionville.
Le lycée technique de Bonnevoie, situé près de la jonction de la rue du Cimetière avec la route de Thionville permet de scolariser les élèves de la zone périphérique sud-est de la ville de Luxembourg. La construction du lycée, dont le projet avait été choisi entre 23 projets sur un concours d’architectes en novembre 1982, avait été décidée par la loi du 22 juin 1984. La sculpture se trouvant devant le bâtiment du BLL a été créée en 1989 par le sculpteur luxembourgeois Jeannot Bewing.
Actuellement quelque 2 000 élèves poursuivent leurs études dans les différentes classes de l’enseignement secondaire général et de la formation professionnelle au lycée technique de Bonnevoie. Afin d’accueillir au mieux les élèves et de leur offrir une formation scolaire adéquate, le gouvernement a accordé la construction de nouvelles infrastructures pour le lycée à Bonnevoie (ouverture prévue pour la rentrée 2021-2022).